# NGC 26
NGC 26 je spiralna galaksija brez prečke v ozvezdju Pegaza. Njen navidezni sij je 13,62m. Od Sonca je oddaljena približno 58,9 milijonov parsekov, oziroma 192,11 milijonov svetlobnih let,
Galaksijo je odkril Heinrich Louis d'Arrest 14. septembra 1865.